# Pittosporum spinescens
Pittosporum spinescens är en tvåhjärtbladig växtart som först beskrevs av Ferdinand von Mueller, och fick sitt nu gällande namn av L.W. Cayzer, M.D. Crisp och I.R.H. Telford. Pittosporum spinescens ingår i släktet Pittosporum och familjen Pittosporaceae. Inga underarter finns listade.

## Bildgalleri

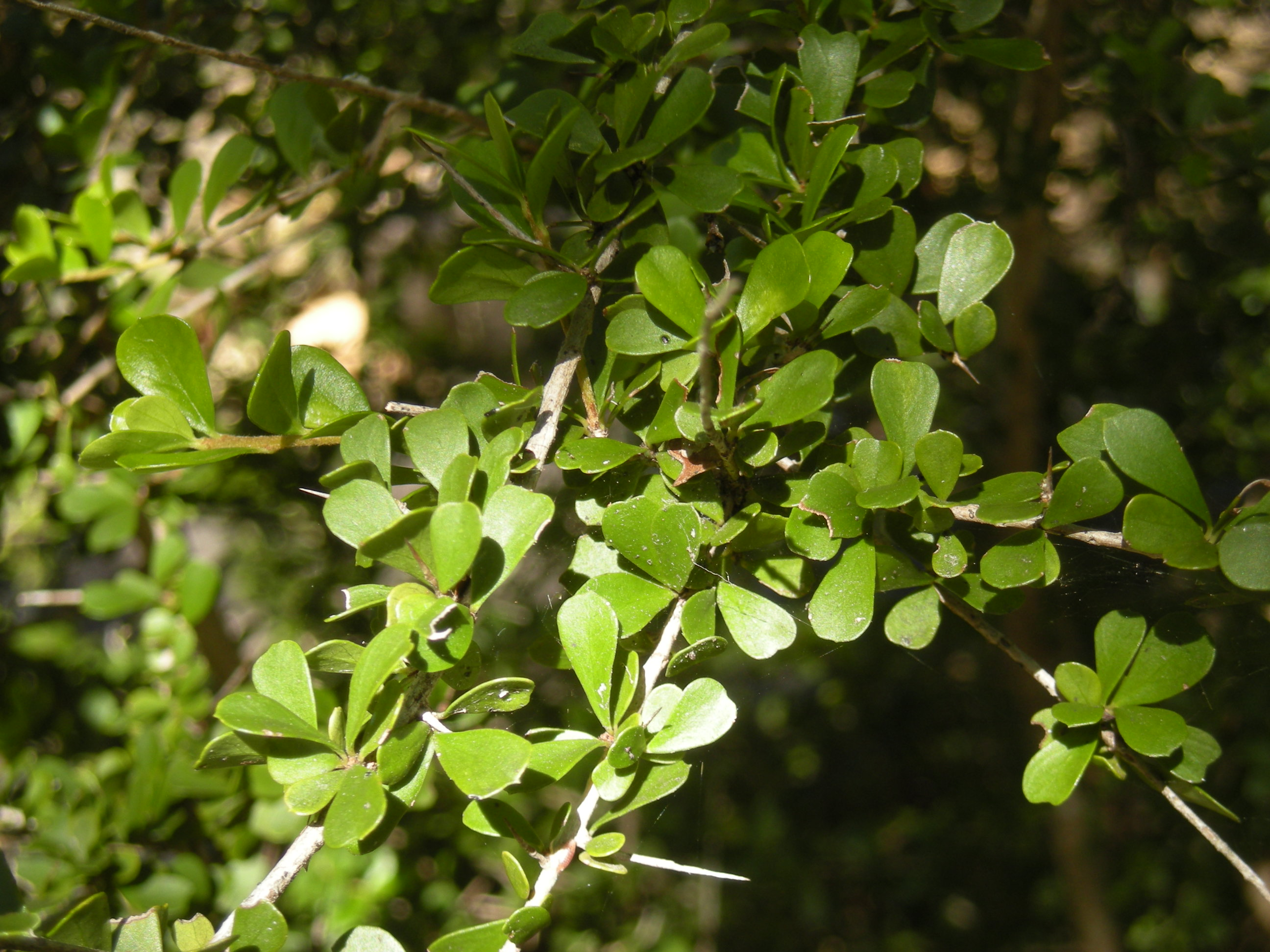
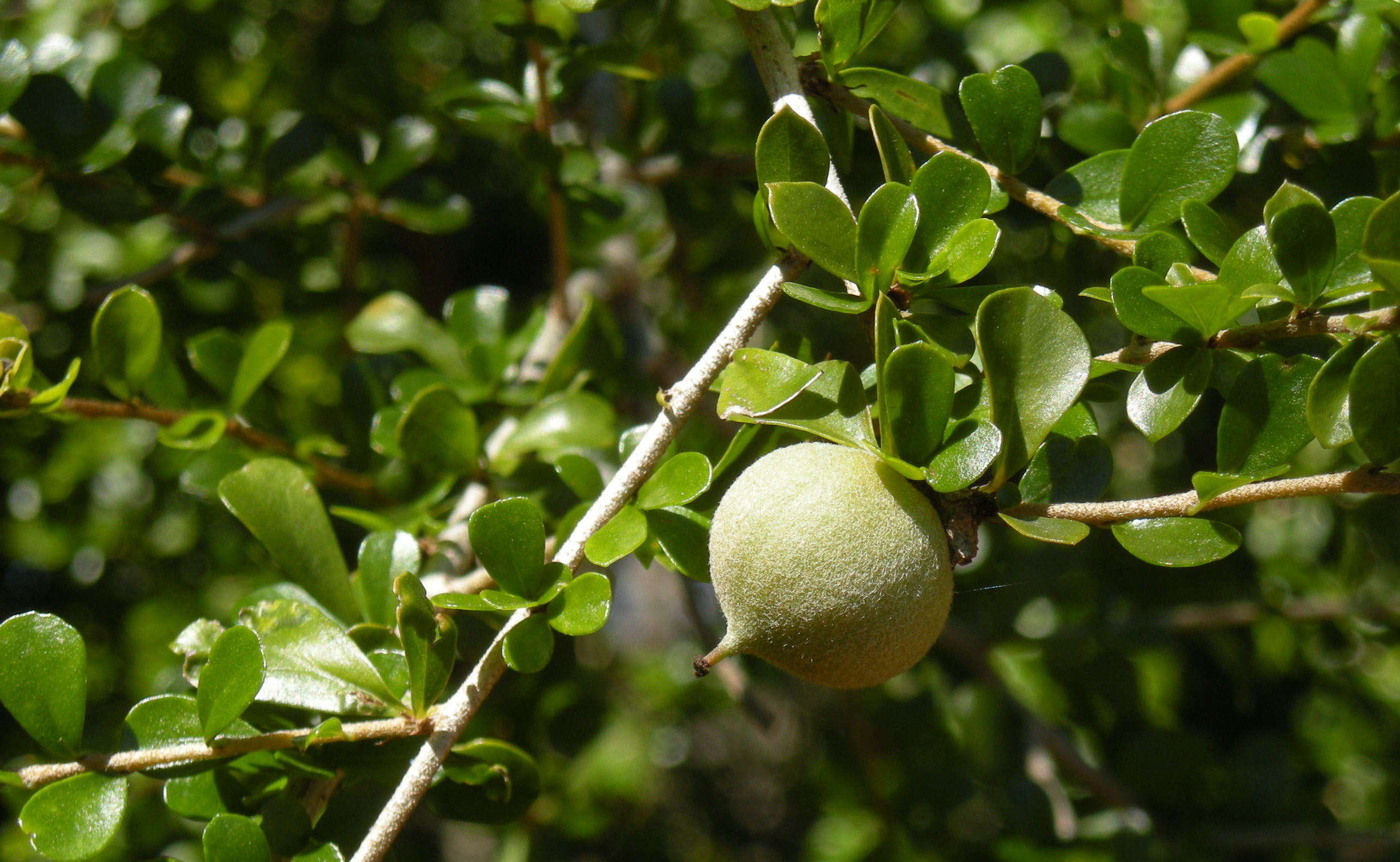